# Olympus 35RC
De Olympus 35RC is een 35mm meetzoekercamera gemaakt door Olympus Corporation vanaf 1970. Het was de kleinste 35mm meetzoeker met automatische belichting van zijn tijd.